# Kabbosjön
Kabbosjön är en sjö i Melleruds kommun i Dalsland och ingår i Göta älvs huvudavrinningsområde. Sjön är 20 meter djup, har en yta på 2,14 kvadratkilometer och är belägen 118,1 meter över havet. Sjön avvattnas av vattendraget Krokån (Teåkersälven).

## Delavrinningsområde
Kabbosjön ingår i det delavrinningsområde (651794-129621) som SMHI kallar för Utloppet av Kabbosjön. Medelhöjden är 154 meter över havet och ytan är 31,01 kvadratkilometer. Räknas de 7 avrinningsområdena uppströms in blir den ackumulerade arean 119,88 kvadratkilometer. Krokån (Teåkersälven) som avvattnar avrinningsområdet har biflödesordning 3, vilket innebär att vattnet flödar genom totalt 3 vattendrag innan det når havet efter 169 kilometer. Avrinningsområdet består mestadels av skog (72 procent). Avrinningsområdet har 2,49 kvadratkilometer vattenytor vilket ger det en sjöprocent på 8 procent. Bebyggelsen i området täcker en yta av 0,48 kvadratkilometer eller 2 procent av avrinningsområdet.